# S Bahia (S-12) (1963)
O S Bahia (S-12) foi um submarino da Marinha do Brasil da Classe Balao. Anteriormente denominado USS Plaice (SS-390), sob bandeira norte-americana, navio herói de guerra dos Estados-Unidos, foi incorporado a flotilha de submarinos do Brasil em 1963.

## Participação na Segunda Guerra
Originalmente construído sob o nome de USS Plaice (SS-390), o submarino é considerado um navio de contribuição importante para a campanha americana durante a Guerra no Pacífico. Foi lançado ao mar em 15 de novembro de 1943, no auge da Segunda Guerra Mundial, sendo fabricado pelo estaleiro Portsmouth Naval Shipyard, em New Hampshire.

## História
Com o excessivo custo e o elevado número de submarinos no pós-guerra, os Estados Unidos transferiram para a Marinha Brasileira, sob os termos do Programa de Assistência Militar, o USS Plaice.
Foi incorporado à flotilha brasileira em 7 de setembro de 1963. Pertencente à classe Fleet Type mais moderna, comparado aos seus antecessores S Humaitá (S-14) e S Riachuelo (S-15), introduziu métodos mais avançados de guerra nas operações utilizando o sonar em contrapartida do ataque via periscópica.
A passagem para a bandeira brasileira se deu na Base de Submarinos de Pearl Harbor, Havaí, em 7 de setembro de 1963, pelo Aviso 1643 de 12 de agosto de 1963 MM e OD 0047 de 7 de setembro de 1963 do EMA (Bol. 36/63/3965 MM). Naquela ocasião, assumiu o comando na ilha americana o Capitão-de-Fragata Abílio Simões Machado.
Foi o primeiro submarino da classe Fleet Type a sofrer alterações no Arsenal de Marinha do Rio de Janeiro - AMRJ. Melhor adaptada suas tarefas e modernizado, seu formato hidrodinâmico foi mudado pela colocação da chamada vela, encobrindo a torreta, guia dos periscópios, mastros do radar e de comunicações, e demais apêndices do cigarrete deck. Teve o valvulão elevado (válvula de 36 pol de diâmetro situada fora do casco resistente, localizada no interior da vela, e cuja finalidade era admitir ar para o funcionamento dos motores Diesel e ar para o sistema de ventilação do navio. Esta elevação era necessária para evitar o alagamento do submarino quando grandes ondas vinham de popa, criando o chamado efeito pooping). Obteve com isso um aumento de velocidade de 1 nó em imersão, além da redução do nível de ruídos, incrementando seu desempenho acústico no combate. Foi, durante sua época, um submarino moderno em termos internacionais.
Participou sob a bandeira brasileira de diversas operações da UNITAS, também em operações de vigilância do Atlântico sul durante a Guerra Fria. Realizou operações em conjunto com diversas Marinhas, teve um total de navegação 140 503 mn, efetuou 2 863 horas de imersão e 836 dias de mar.

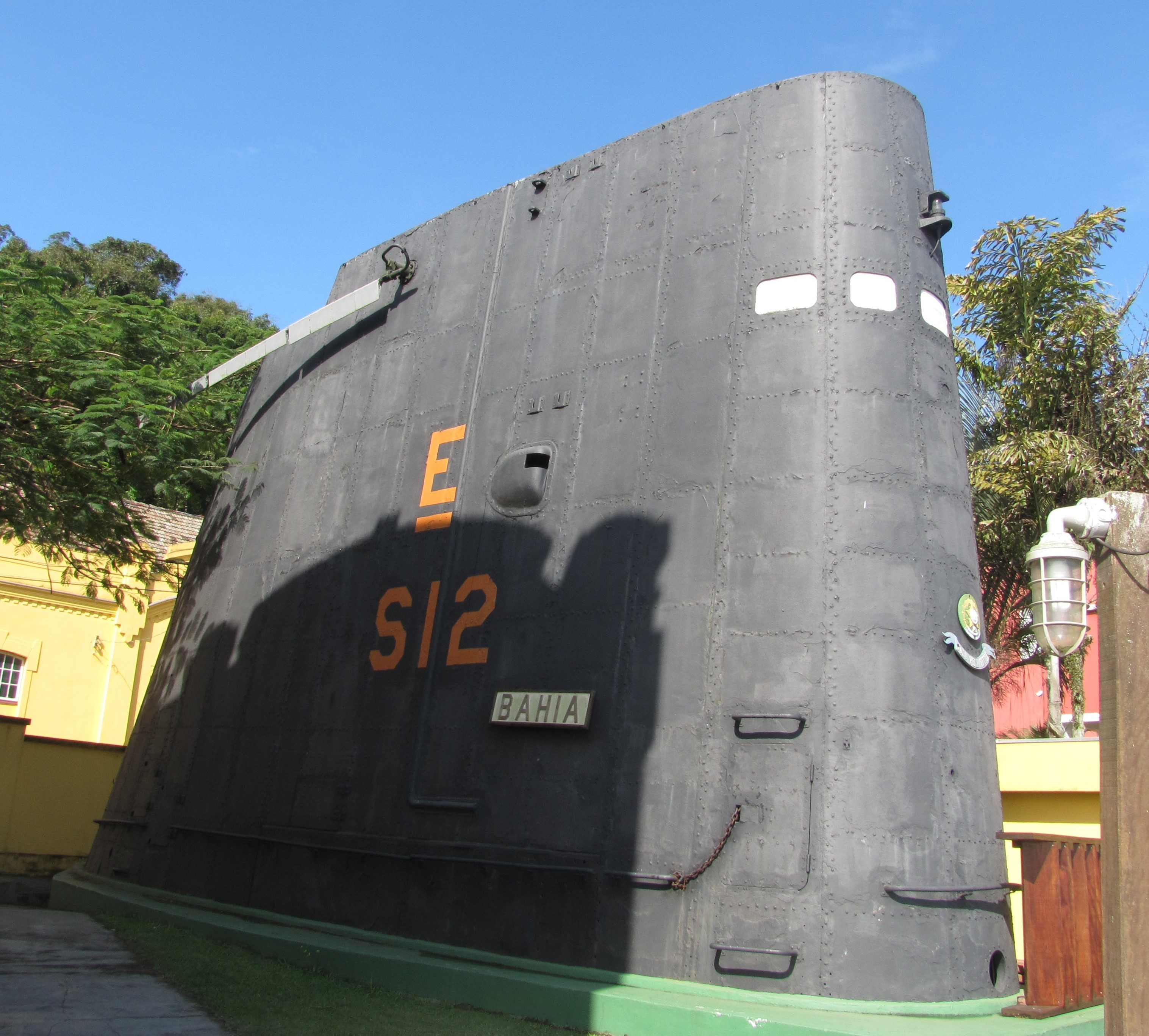
Vela do S 12, no Museu Nacional do Mar, São Francisco do Sul, SC - 2015.

O submarino teve baixa do serviço ativo em 19 de janeiro de 1973. O navio, que ainda fazia parte da parceria Brasil e Estados Unidos, permaneceu algum tempo sob a responsabilidade de um Grupo de Manutenção da Força de Submarinos, sendo vendido, posteriormente, ao Museu da Tecnologia de São Paulo. Por falta de recursos, no entanto, o projeto de utilizar o submarino como espaço museológico no Guarujá não obteve êxito, e a embarcação acabou sendo desmontada e teve seu casco vendido como ferro velho.
Em 1973 a Marinha do Brasil adquiriu novos submarinos. 5 da Classe Guppy II e 2 da Classe Guppy III, sendo um dos da Classe Guppy II ter sido rebatizado como S12 Bahia, dando sua baixa definitiva para desmanche em julho de 1993, ao qual pertence a vela, hoje no Museu Nacional do Mar em Sao Francisco do Sul, SC.